# إيه في إن
إيه في إن وهي أختصار لأخبار فيديوهات البالغين (بالإنجليزية: Adult Video News )‏ هي مجلة علمية محكمة أمريكية تغطي صناعة الأفلام الإباحية، أشارت صحيفة نيويورك تايمز بأن إيه في إن بالنسبة لصناعة الأفلام الإباحية تشبه مجلة بيلبورد بالنسبة لصناعة الموسيقى. تقدم المجلة جوائز إيه في إن لصناعة الأفلام الإباحية على غرار جوائز الأوسكار.